# Fahrradrahmen

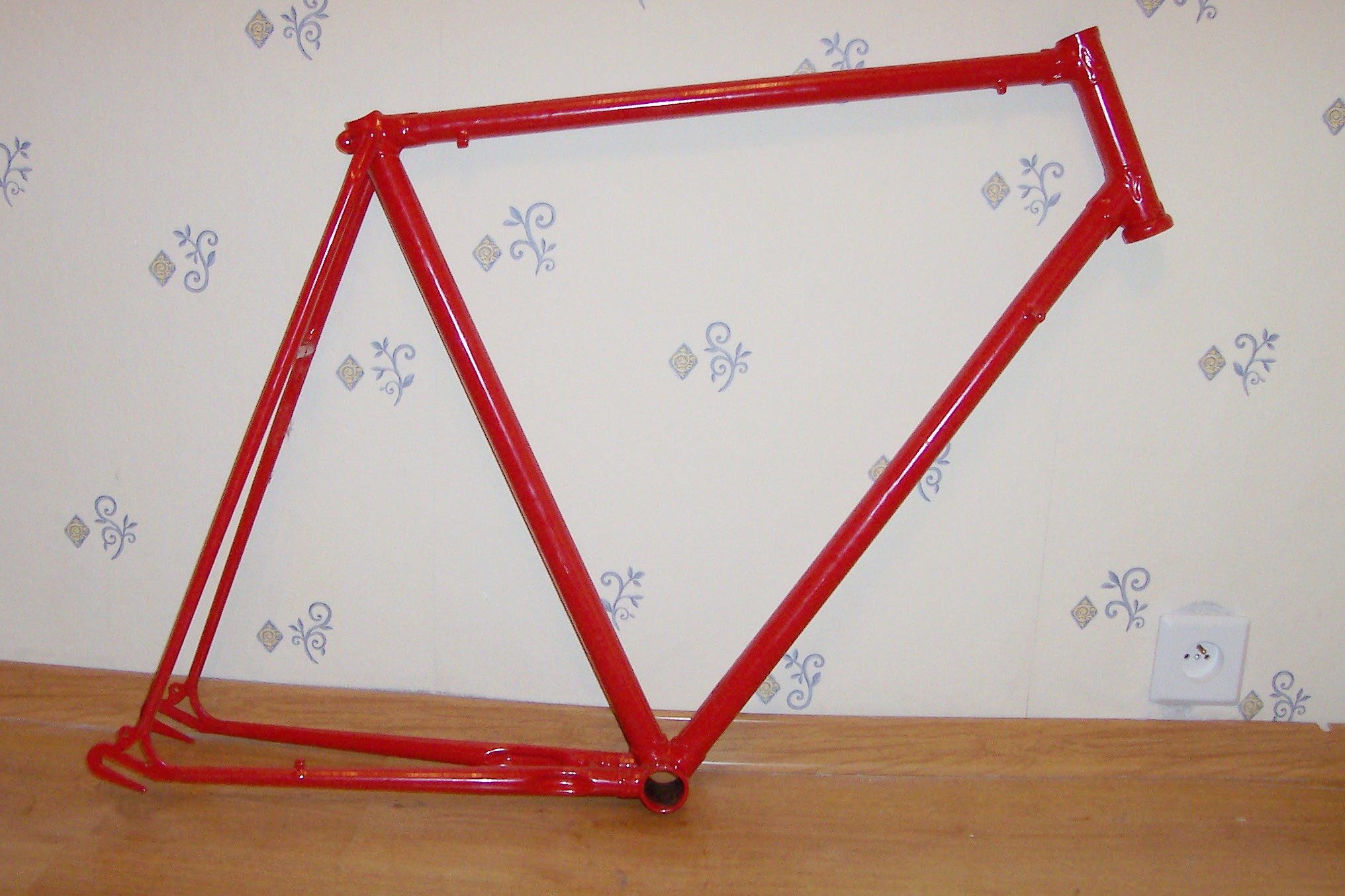
Die klassische Form des Fahrradrahmens wird als Diamantrahmen bezeichnet.

Ein Fahrradrahmen ist die Tragstruktur eines Fahrrades. Er überträgt das Gewicht des Fahrers über Sattel, Lenker und Pedale an die Laufräder. Am Rahmen wirken Antriebs-, Brems- und Lenkkräfte sowie Stöße durch Unebenheiten der Fahrbahn. Am Rahmen sind alle Komponenten befestigt, die für Lenkung, Antrieb und sonstige Funktionen des Rades benötigt werden.

## Aufbau

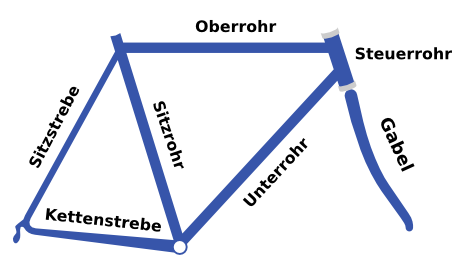
Schema eines Fahrradrahmens

Ein Fahrradrahmen besteht in der Regel aus folgenden Bestandteilen:
- das Sitz- oder Sattelrohr nimmt die Sattelstütze auf und trägt den Fahrradsattel;
- das Steuerrohr nimmt über den Steuersatz die Fahrradgabel auf, welche das Vorderrad führt (siehe auch: Lenkkopf);
- Oberrohr und Unterrohr verbinden Sattel- und Steuerrohr; bei Damenrädern ist das Oberrohr abgesenkt oder fehlt ganz, um einen tiefen Durchstieg zu erreichen;
- der Hinterbau besteht traditionell aus Kettenstreben, Sitz- bzw. Sattelstreben und Ausfallenden und führt das Hinterrad;
- das Tretlagergehäuse nimmt das Tretlager auf, es bildet meist den unteren Abschluss des Sattelrohrs und verbindet dieses bei traditionellen Rahmenkonstruktionen mit Unterrohr sowie den unteren Streben des Hinterbaus („Kettenstreben“);
- kleinere Befestigungsteile für Gepäckträger, Kettenschutz, Schutzbleche, Dynamo, Bowdenzüge, Trinkflasche, Luftpumpe usw.

## Rahmenformen und -geometrie
Rahmenformen gibt es in großer Vielfalt. Der Rahmen bestimmt die äußere Erscheinung des Fahrrades und ist somit auch der Mode unterworfen.

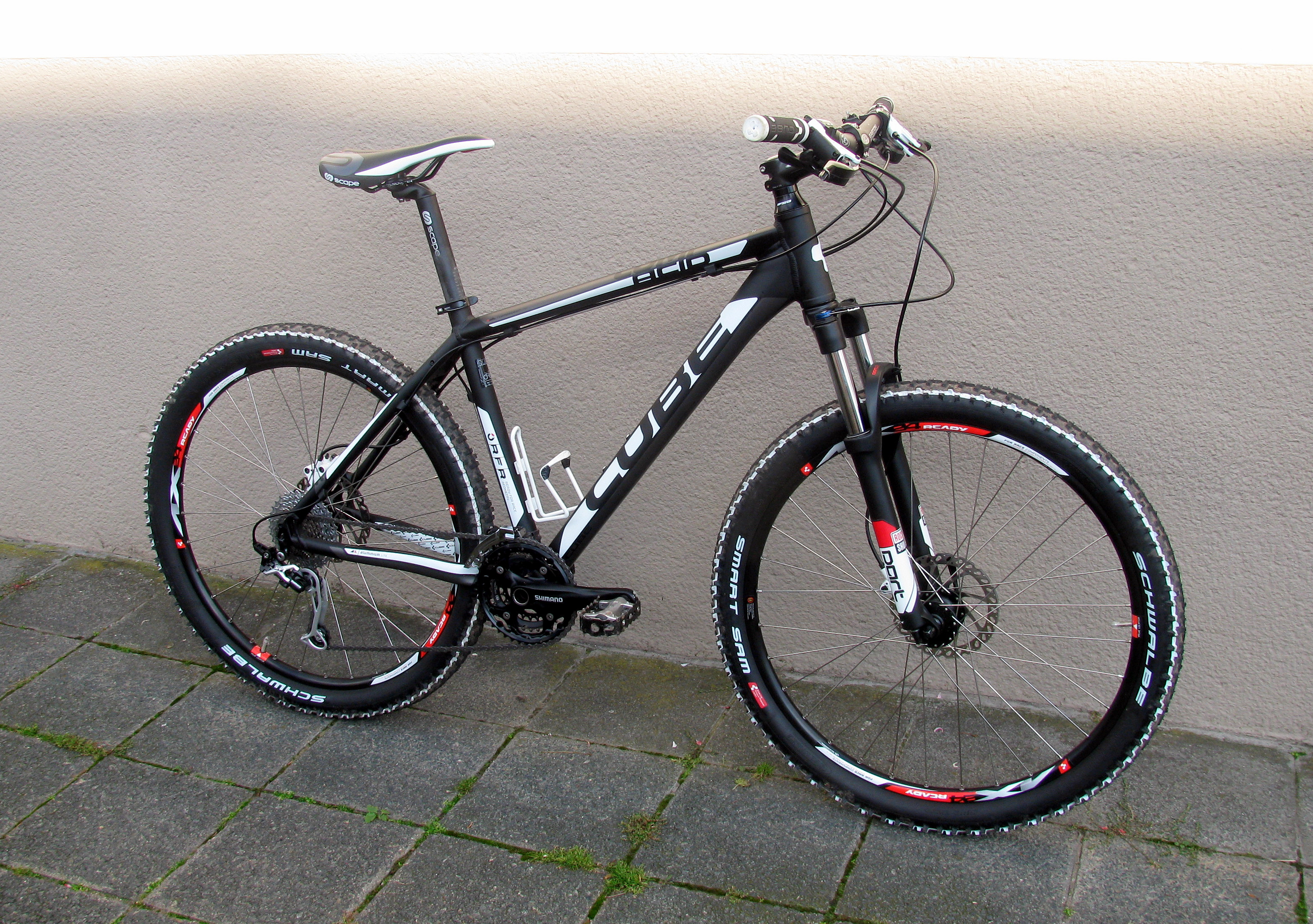
Fahrrad mit Sloping-Rahmen

### Rahmen mit horizontalem Oberrohr
Der Diamantrahmen bot über lange Zeit den besten Kompromiss aus Stabilität und Gewicht. Er ist der klassische Rahmen für Herrenräder. Zum Aufsitzen muss ein Bein über das Oberrohr gehoben oder über Hinterrad und Sattel zur Gegenseite geschwungen werden. Sitz-, Unter-, Ober- und Steuerrohr traditioneller Diamantrahmen bilden ein Viereck. Ober- und Unterrohr waren mit gegenüberliegenden Enden des kurzen Steuerrohres verbunden. Durch Biegung von Ober- und Unterrohr konnte der Rahmen bei Stößen auf das Vorderrad etwas nachgeben, war aber empfindlich gegenüber Kollisionen von vorne und Verwindung des Rahmens im Wiegetritt.
Mountainbikes in den 80er und 90er Jahren wurden mit kleineren Rahmen mit größeren Rohrdurchmessern gefertigt, um eine bessere Verwindungssteifigkeit und Stabilität zu erreichen. Später wurden die Rohre auch ovalisiert, wodurch sich Ober- und Unterrohr immer weiter annäherten. Der Hauptrahmen bildete so eher ein Dreieck als ein Viereck und konnte keine Stöße mehr abfedern. Dies taten stattdessen die dicken Reifen.
Auch Rennradrahmen werden seit den 90er Jahren aus Aluminiumrohren mit größeren Rohrdurchmessern gefertigt.

### Rahmen mit abfallendem Oberrohr
Der Sloping-Rahmen (engl. sloping: schräg, abfallend, geneigt) hat ein zum Sattel hin abfallendes Oberrohr (teilweise ähnlich einem Trapezrahmen). Er wurde für MTBs und Trekkingräder entwickelt, bevor er auch in Straßenrennrädern und später in Fahrrädern für allgemeinen Gebrauch verwendet wurde.
Mit der Einführung von Federgabeln mit großem Federweg verschob sich das Steuerrohr deutlich nach oben. Ein daran anschließendes horizontales Oberrohr hätte verhindert, dass der Fahrer beim Anhalten und Abstieg vom Sattel ohne weiteres mit den Füssen den Boden erreichen könnte. Auch wäre der Rahmen sehr groß und wenig seitenstabil ausgefallen.
Die naheliegenden Lösung war es, das Oberrohr nach hinten abfallen zu lassen. Bei einigen Mountainbikes so stark, dass das Oberrohr in gerader Linie zwischen oberen Lenklager und hinterem Ausfallende verlief, wie es auch bei Anglaise-Rahmen der Fall ist.

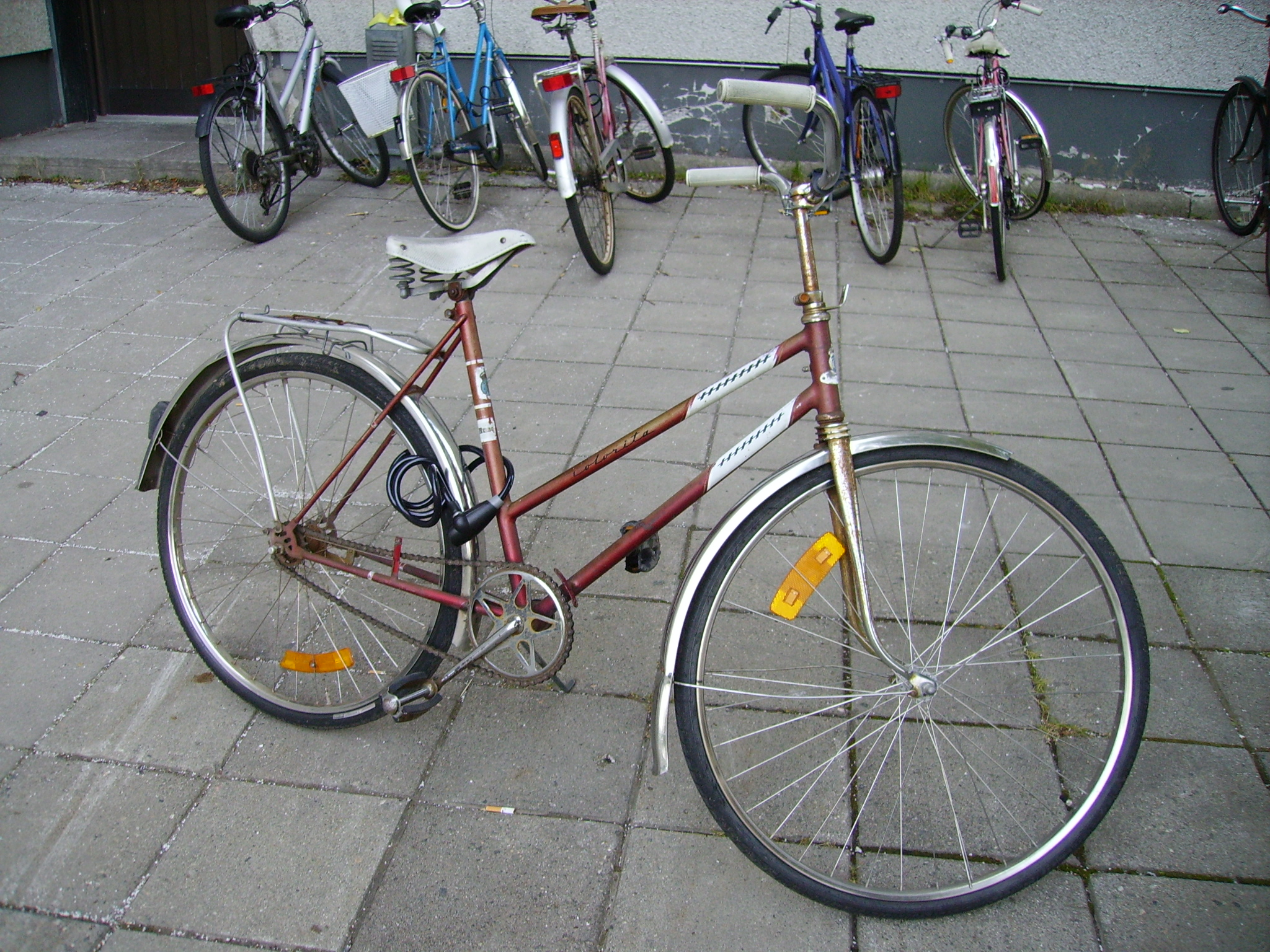
Damenrad mit Trapezrahmen – durch das tief angesetzte Oberrohr wird das Sattelrohr stark auf Biegung beansprucht

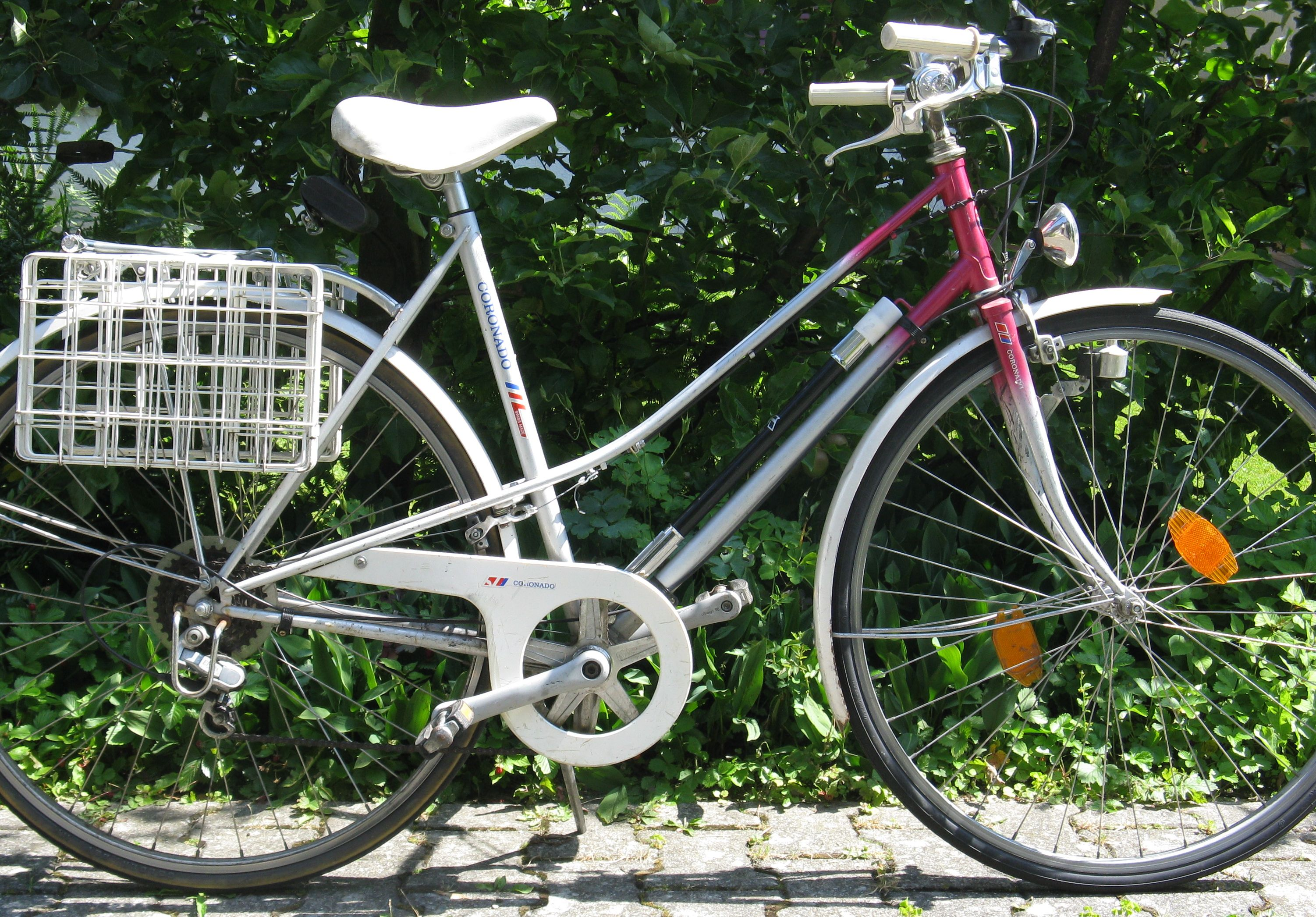
Damenrad mit Mixte- bzw. Berceau-Rahmen

Solche Rahmen können von Fahrern sehr unterschiedlicher Körpergröße gefahren werden, wenn Position von Sattel und Lenker entsprechend angepasst werden können. Bereits bei normalgroßen Fahrern werden sehr lange Sattelstützen benötigt, deren Durchmesser und Stabilität mit der Stärke der Rahmenrohre im Laufe der Zeit deutlich zugenommen hat.
Bereits nach dem Zweiten Weltkrieg entwickelten sich einige Rahmenformen mit deutlich abfallendem Oberrohr, die als Mischform zwischen Herren- und Damenrahmen angesehen wurden:
- Beim Trapezrahmen ist das Oberrohr aus der üblichen Position abgesenkt. Insbesondere, wenn das Oberrohr nahe der Mitte des Sattelrohrs mit diesem verbunden wird, muss das Sattelrohr aufgrund des resultierenden Biegemoments verstärkt ausgeführt werden, um ein Ausknicken nach hinten zu vermeiden. Anglaise-, Mixte- und Berceau-Rahmen haben dieses statische Problem nicht. Durch die beiden zusätzlichen Streben sind diese gegen Stöße ebenso so stabil wie ein Diamantrahmen.
- Der Anglaise-Rahmen ähnelt dem Trapezrahmen. Er hat zwei zusätzliche Streben, die in Verlängerung des abgesenkten Oberrohres zu den Ausfallenden am Hinterrad führen.
- Beim Mixte-Rahmen wird das Oberrohr vollständig durch die beiden parallel laufenden dünnen Streben ersetzt, die beim Anglaise-Rahmens hinter dem Sitzrohr zur Ausfallende verlaufen. Aufgrund der geringeren Torsionssteifigkeit der beiden dünnen Streben sind Mixte-Räder allerdings weniger steif gegenüber seitlicher Verwindung als Rahmen mit gewöhnlichem Oberrohr.
- Der Berceau-Rahmen ähnelt dem Mixte-Rahmen. Die doppelten Oberrohre sind jedoch nicht gerade, sondern für bequemeren Einstieg nach unten geschwungen.

### Traditionelle Damenrahmen und Tiefdurchstiegsrahmen

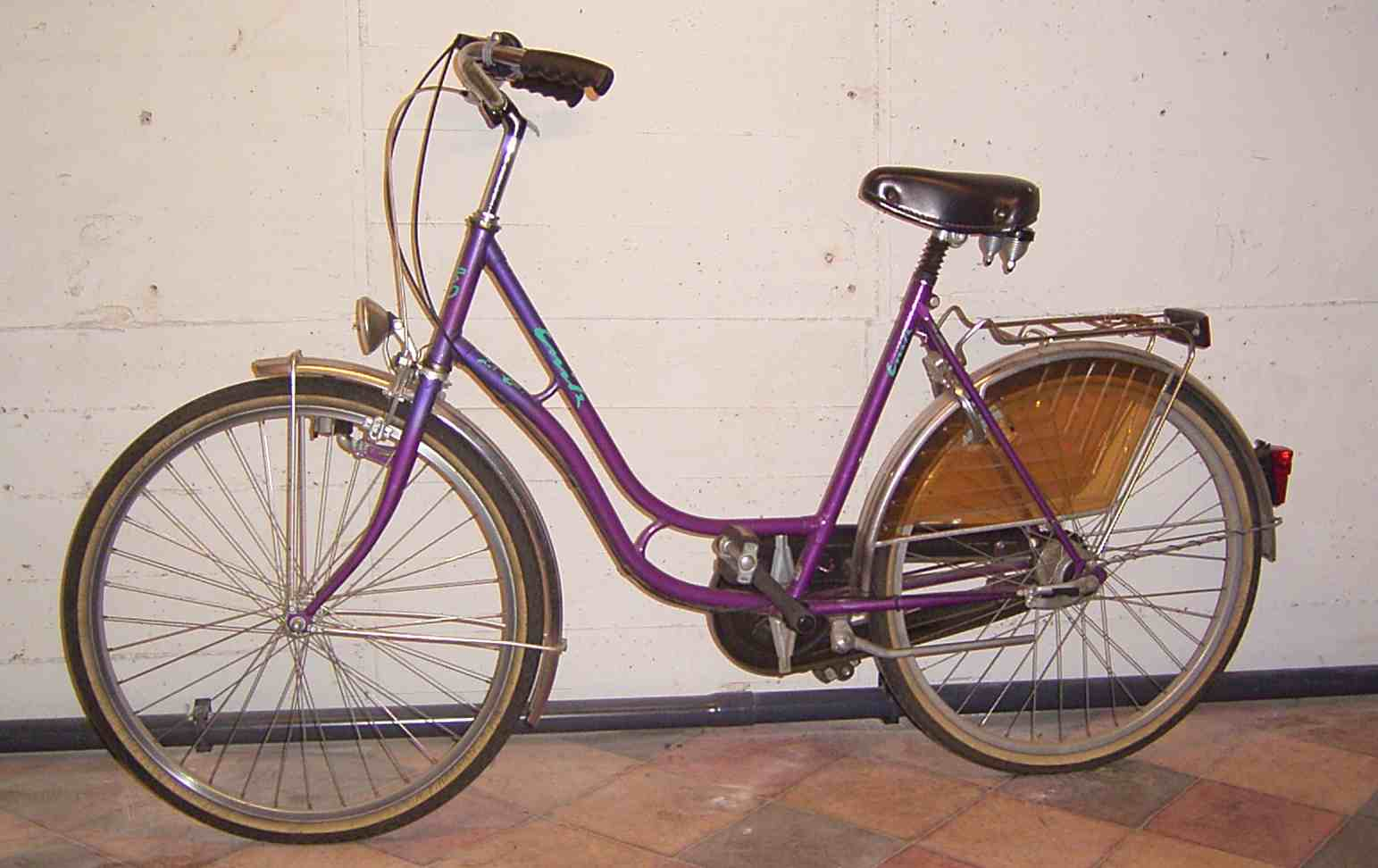
Diese traditionelle Form des Damenradrahmes mit gebogenem Oberrohr und doppelt gebogenem Unterrohr wird als Schwanenhalsrahmen bezeichnet.

Der Wave-Rahmen ist ein Tiefeinsteiger. Zwei gebogene Streben stützen Steuer- und Sattelrohr gegen das zentrale Rahmenrohr ab.

Damenrahmen sind einfacher zu übersteigen als Diamantrahmen.
- Der Schwanenhalsrahmen ermöglicht den einfachen Durchstieg zwischen Lenker und Sattel und ist der klassische Rahmen für Damenräder. Ober- und Unterrohr verlaufen geschwungen und parallel zueinander.
- Der Waverahmen hat inzwischen eine weite Verbreitung. Ober- und Unterrohr werden durch ein einziges Rohr mit stark vergrößertem Durchmesser ersetzt. Dieses verläuft meist geschwungen, um eine tiefere Einstiegshöhe zu erreichen. Zur Aussteifung wird das Sattelrohr oberhalb des Innenlagers oft durch eine Strebe mit dem Haupt-Rahmenrohr verbunden.

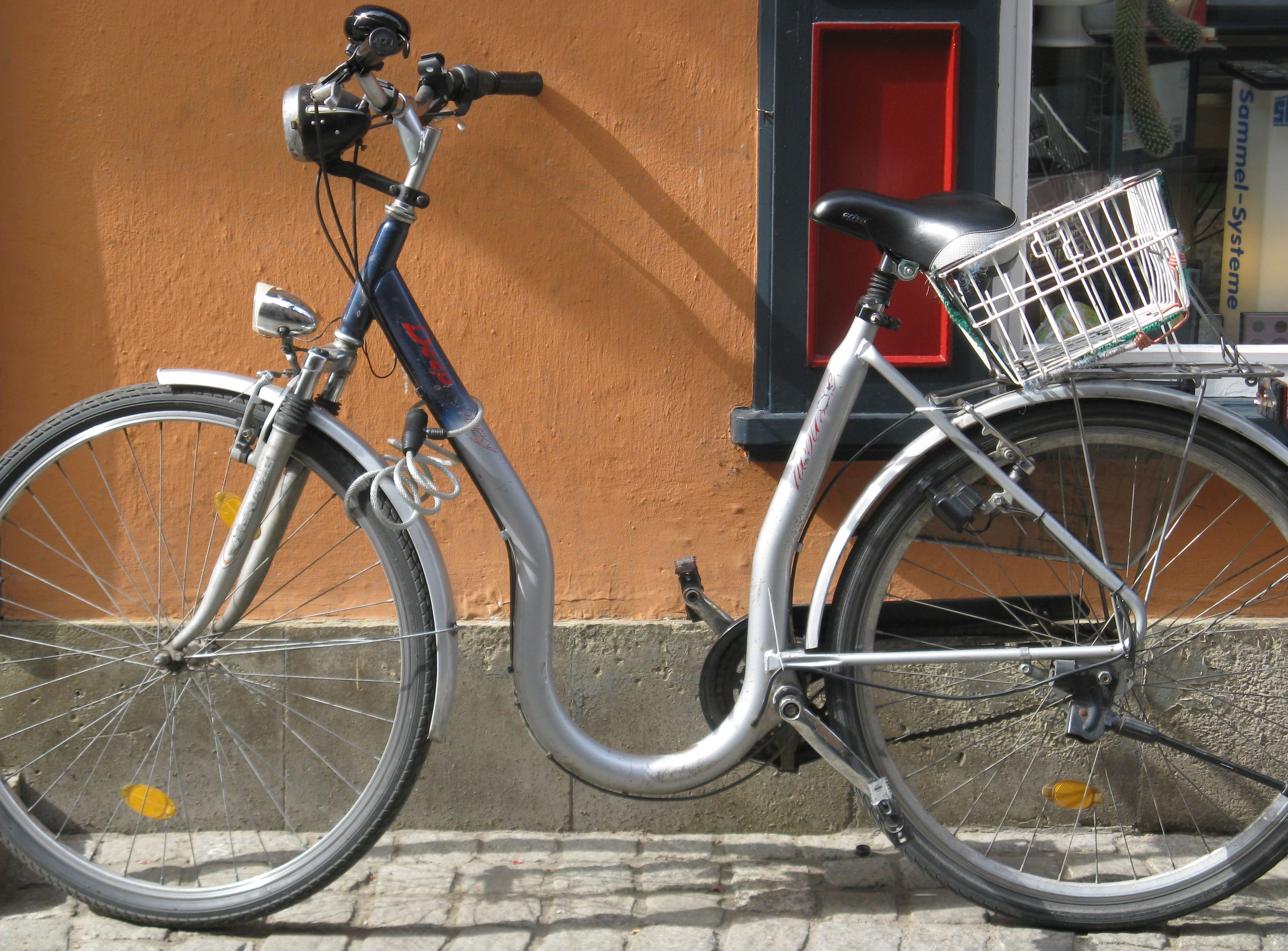
Fahrrad mit Easy-Boarding-Rahmen als Tiefdurchsteiger

- Beim Tiefdurchsteiger (Easy-Boarding-Rahmen oder auch Tiefeinsteiger) wird das Rahmenrohr unten U-förmig gebogen, um den Durchstieg bis etwa 15 bis 20 cm über der Fahrbahn abzusenken. Auch hier wird nur ein einziges Rahmenrohr mit stark vergrößertem Durchmesser verwendet.

### Spezielle Rahmen

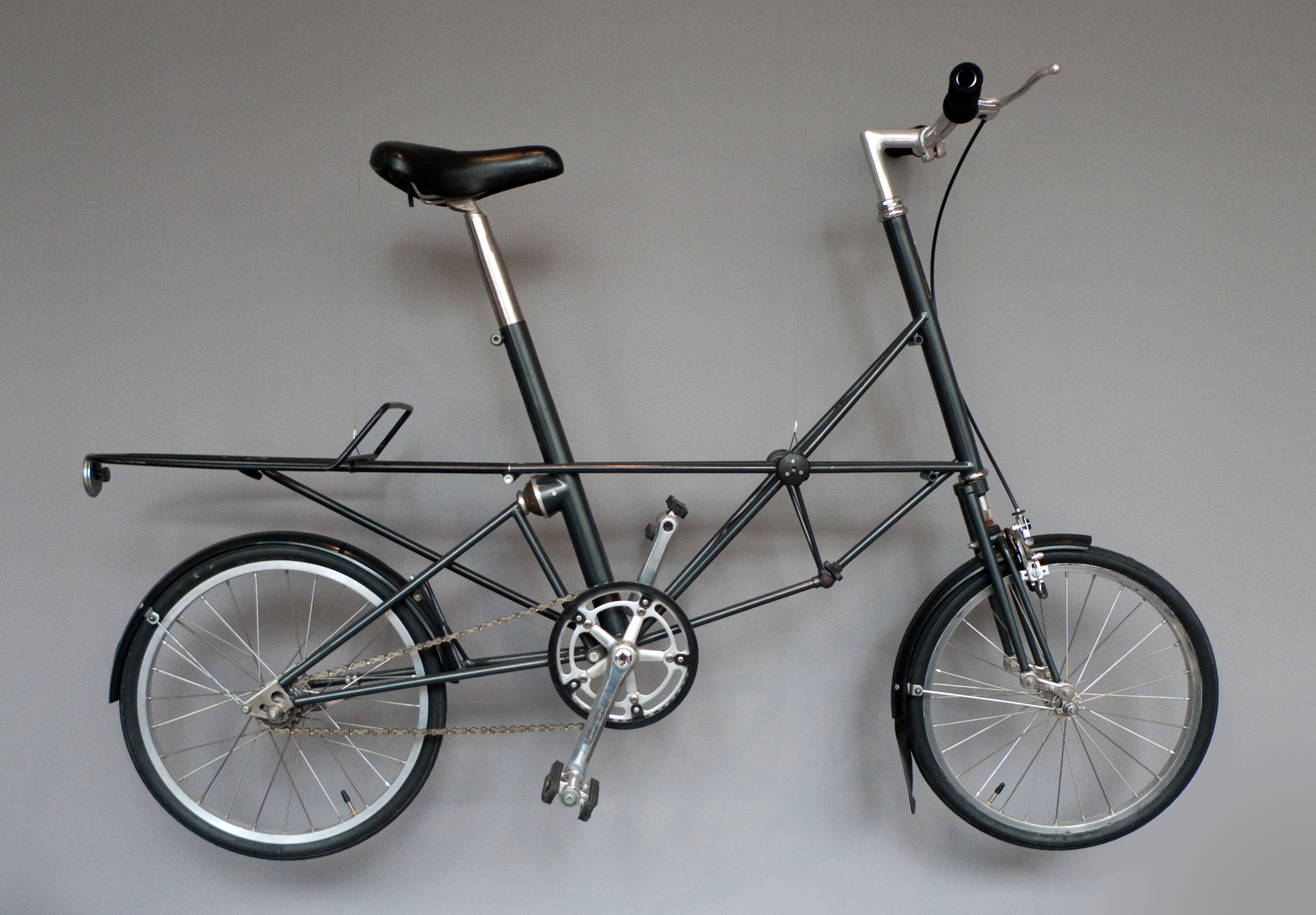
Klapprad von Alex-Moulton mit Fachwerkrahmen

- Das moderne Alex-Moulton-Rad hat einen stabilen Fachwerkrahmen. Er ist als unisex-frame ausgeführt und kann zwischen Lenker und Sattel relativ leicht überstiegen werden. Sein Hinterbau ist federnd beweglich.

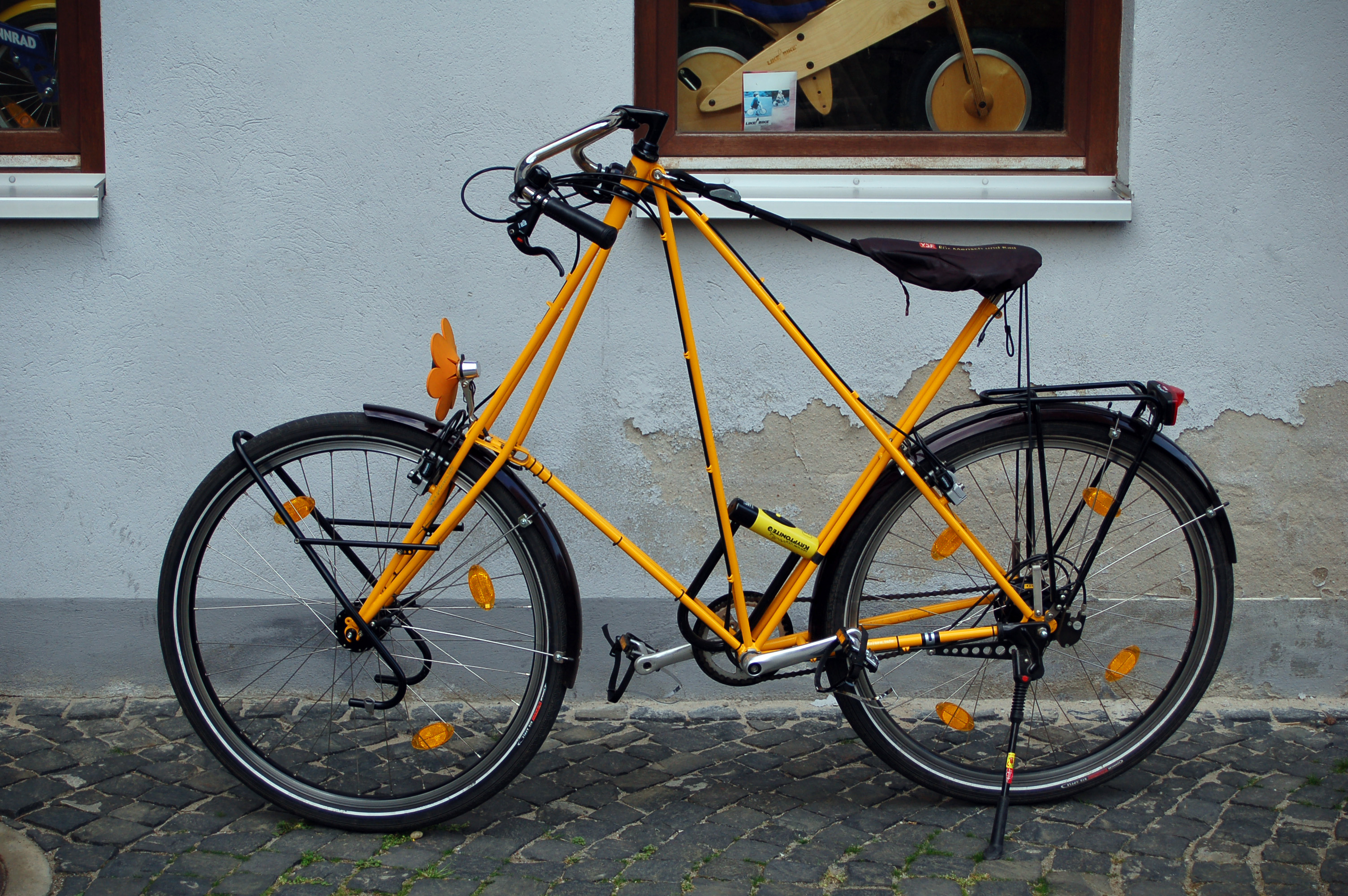
Pedersen-Fahrrad mit Fachwerkrahmen

- Das starre Rahmenwerk des historischen Dursley-Pedersen-Rades weist eine ähnliche Komplexität auf.

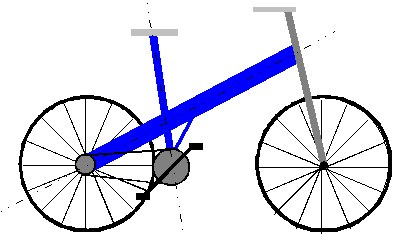
Fahrrad mit Kreuzrahmen, schematisch; in reiner Form ist die Kreuzungsstelle nicht verstrebt.

- Beim Kreuzrahmen kreuzt sich das Sattelrohr mit dem Haupt-Rahmenrohr, das vom Steuerrohr in Richtung der hinteren Ausfallenden verläuft und sich ähnlich wie beim Anglaise-Rahmen zur Hinterradgabel teilt. Die Rahmenrohre benötigen große Querschnitte, um eine ausreichende Steifigkeit zu erreichen.[1]

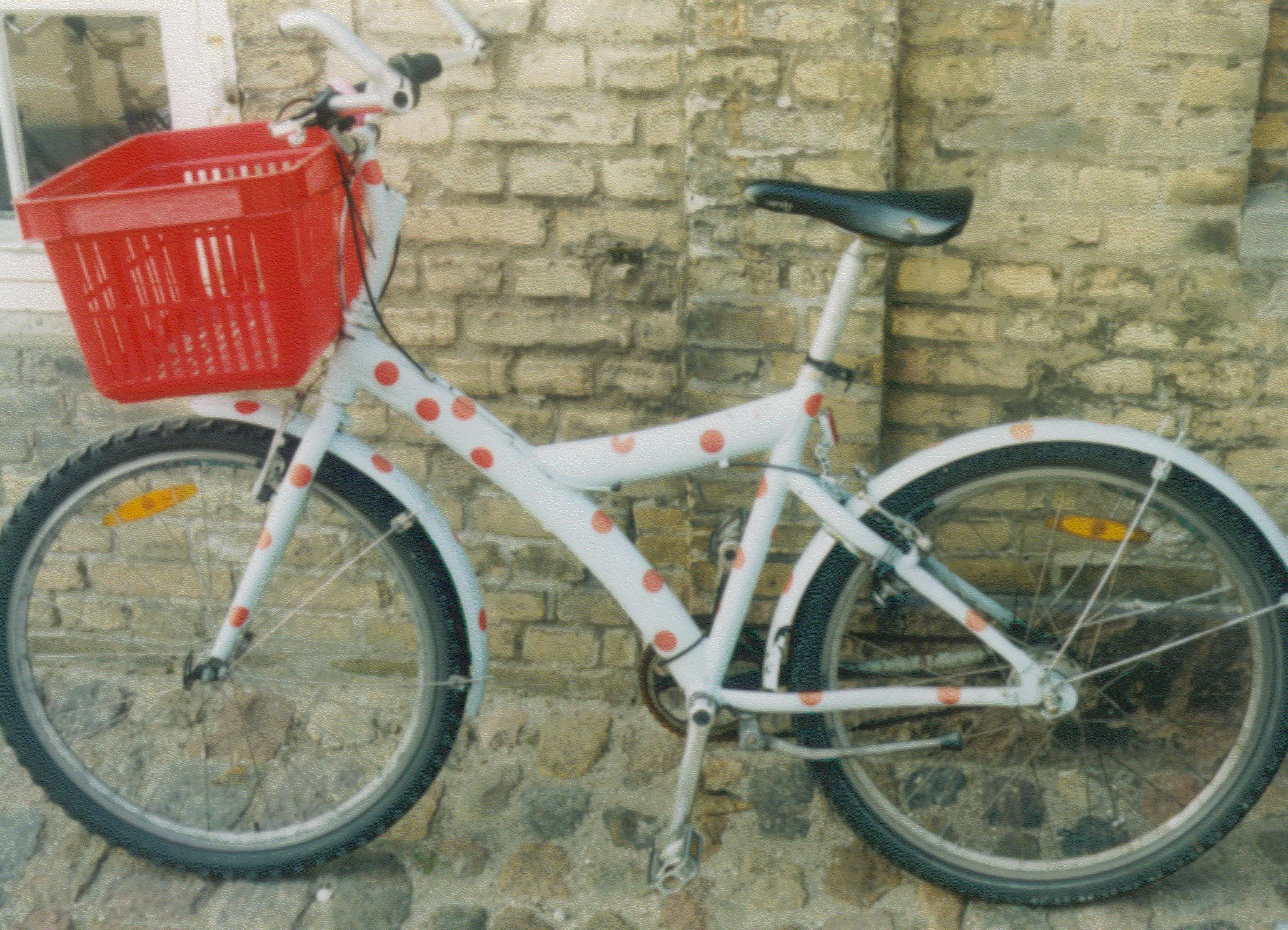
Fahrrad mit Y-Rahmen

- Beim Y-Rahmen führt ein sich gabelndes Rohr vom Steuer- zum Sattelrohr. Diese Rahmen werden entweder ungefedert bei Jugendrädern oder mit gefedertem Hinterbau bei Mountainbikes angeboten.
- Liegeräder besitzen eine große Vielfalt spezieller Rahmenformen
- Tandem-Rahmen
- Eigenbau-Rahmen, Einzelstücke und Kleinserien. Beispiele: Tallbike, Nebeneinandem.

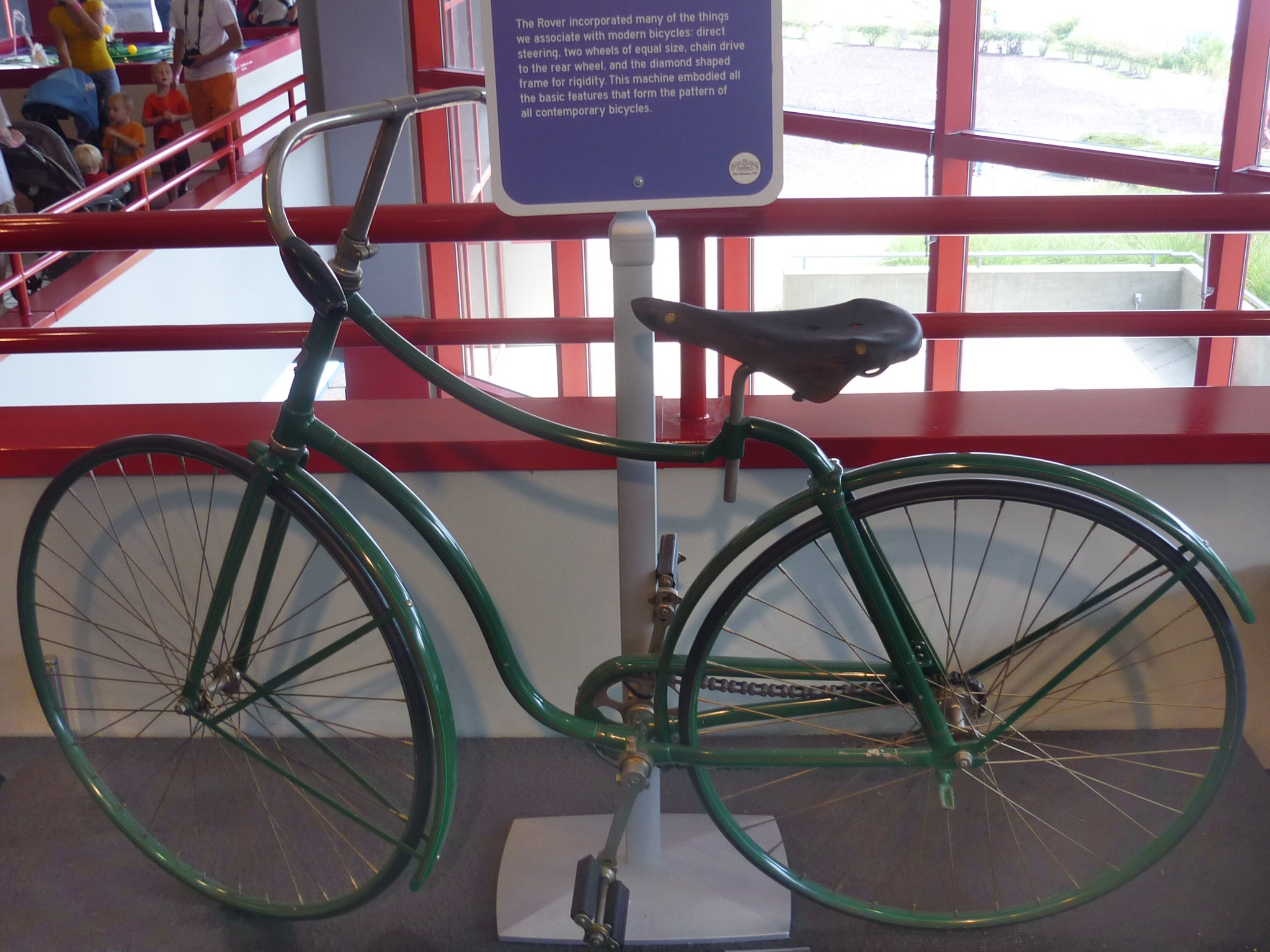
Der Vorläufer des Diamantrahmens, 1886 Rover Safety Bicycle

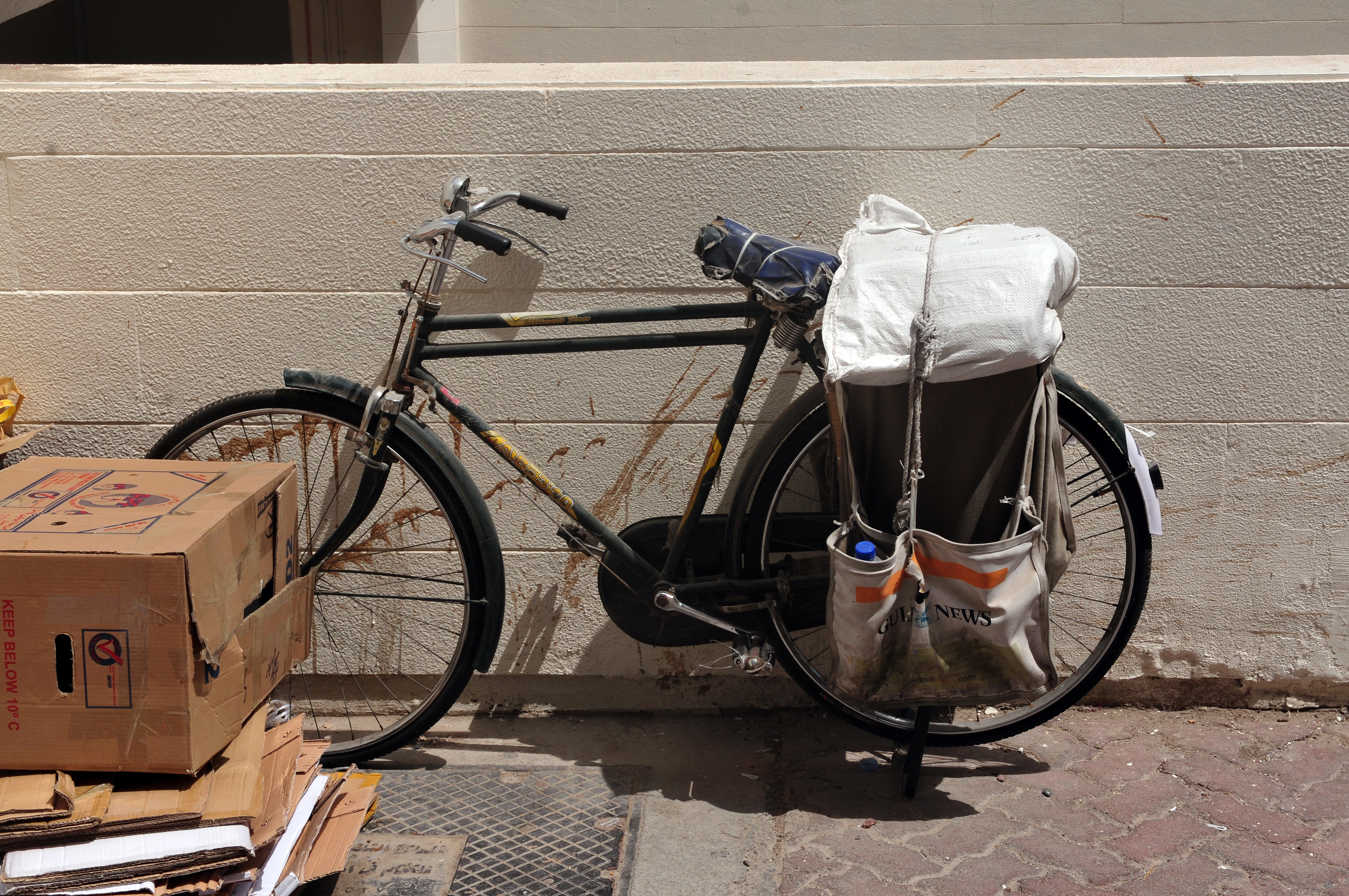
Englische Rahmenform mit zweitem Oberrohr und verlängertem Radstand für höhere Belastungen

## Rahmen-Geometrie

### Rahmengröße und -höhe
Als Rahmengröße bzw. Rahmenhöhe gilt meistens die Entfernung zwischen der Mitte des Tretlagers und dem (oberen) Ende des Sattelrohrs. In Italien und Frankreich wird hingegen eher bis zur Mitte der Sattelmuffe gemessen (zum Beispiel bei de Rosa). Bei deutschen, französischen und italienischen Herstellern wird die Rahmenhöhe traditionell in Zentimeter angegeben. Bei Rennrädern betrug der Abstand zwischen zwei Rahmengrößen meist 2 cm. Bei Mountainbikes setzt sich eine Einstufung nach Zoll durch. Da bei Mountainbikes eine größere Vielfalt an Bauformen und -größen von Vorbauten und Sattelstützen verfügbar ist, genügt eine weniger feine Abstufung der Rahmengrößen zur Anpassung an die Körpermaße. Der Abstand zwischen den Rahmengrößen beträgt hier meist 2 Zoll, was rund 5 cm entspricht, während Renn- und Reiseräder oft in 2 cm Abstufung erhältlich sind.
Bei modernen Mountainbikes und anderen Rädern mit abfallendem Oberrohr und großen Rohrquerschnitten ist die Rahmenhöhe vielfach kein ausreichendes Kriterium für die tatsächliche Größe des Rahmens. Das Sattelrohr kann mehr oder weniger weit über das Oberrohr hinausragen, da die bei Mountainbikes üblichen Sattelstützen mit größerem Durchmesser ausreichend belastbar sind, um einen Abstand von mehr als 20 cm zwischen Sattel und Sattelrohr zu ermöglichen. Zur Angabe der sogenannten klassische Rahmenhöhe ist es dann nötig, das Maß von der Tretlagermitte bis zum Schnittpunkt des Sattelrohrs mit einem virtuellen waagerechten Oberrohr zu ermitteln.
Entscheidend ist jedoch der Abstand zwischen Sattelrohr und Steuerrohr, der waagerecht vom oberen Abschluss des Steuerrohrs bis zum Schnittpunkt mit der Sattelstütze gemessen werden sollte. Dieses Maß wird von den Herstellern auf unterschiedliche Weise zur angegebenen Rahmenhöhe umgerechnet, so dass die Werte nicht in jedem Fall miteinander vergleichbar sind.

### Anpassung des Fahrrads an die Körpermaße
Zur Auswahl der richtigen Rahmenhöhe ist die Schrittlänge (Schritthöhe, Innenbeinlänge) die entscheidende Größe. Sie wird an der Beininnenseite von der Fußsohle bis zum Damm gemessen.
- Trekking-, City-, Reiseräder werden im Allgemeinen mit Rahmengrößen zwischen 47 und 68 cm angeboten. Als Faustregel gilt dabei, dass die Rahmengröße das 0,66-Fache der Schritthöhe betragen sollte.
- Bei Rennrädern wird auch die 0,69-fache Schritthöhe angenommen, zu der noch bis zu 4 cm hinzugerechnet werden können.[5]
- Crossräder haben Rahmengrößen zwischen 41 und 61 cm, die Rahmengröße sollte das 0,61-Fache der Schrittlänge betragen.
- Mountainbikes haben kleinere Rahmen, Rahmengrößen von 35 bis 58 cm sind üblich, die Rahmengröße sollte das 0,57-Fache der Schrittlänge betragen.
- Bei Kinderrädern wird nicht die Rahmengröße, sondern die Laufradgröße in Zoll angegeben.

Da die erhältlichen Vorbauten und Lenkerformen vielfältige Möglichkeiten zur Anpassung an die Körpermaße erlauben, wird insbesondere bei Mountainbikes weniger Wert auf die Auswahl eines genau passenden Rahmens gelegt, als es bei Renn- und Reiserädern üblich ist.
Fahrräder mit vorwiegend sportlichem Einsatz in Gelände mit Höhenstufen werden oft bis zu einem Drittel der Fahrzeit im Stehen gefahren. Gelegentlich wird die Meinung vertreten, dass zum optimalen Krafteinsatz im Stehen der Spielraum zur Anpassung der Griffposition geringer ist als im Sitzen. Darum sollten zunächst Lenkerhöhe und Vorbau so ausgewählt werden, dass ausdauerndes und kraftsparendes Fahren im Wiegetritt möglich ist.
Die Neigung des Oberkörpers im Sitzen kann anschließend durch horizontales Verschieben des Sattels angepasst werden.
Im Sitzen wie im Stehen ist zu beachten, dass eine zu geringe Distanz zwischen Lenker und Innenlager die Kontrolle des Rades beeinträchtigt und das Aufsteigen des Vorderrades bei steilen Passagen begünstigt. Bei einer zu großen Distanz ruht ein zu hoher Anteil des Körpergewichts auf den Armen. Neben der Ermüdung der Arme wird dadurch insbesondere im Stehen auch der dosierte Krafteintrag auf das Hinterrad erschwert.

### Einstellung des Sattels
Unabhängig von der Rahmenhöhe ist die richtige Einstellung der Sitzhöhe wichtig für kraftsparendes Fahren ohne Schmerzen in Knie und Gesäß. Im Allgemeinen wird der Sitz so hoch eingestellt, dass das gestreckte Bein bei tiefster Kurbelstellung gerade noch mit der Ferse das Pedal berührt. Dabei sollten Schuhe mit flacher Sohle getragen und das seitliche Kippen der Hüfte vermieden werden.
Bei überwiegend im Sitzen gefahrenen Rädern wird nach der Einstellung der Sitzhöhe die horizontale Position des Sattels festgelegt, indem zunächst eine Kurbel in waagerechte Position gebracht wird. Wenn nun der Fußballen in üblicher Weise auf dem Pedal platziert wird, sollte ein vom Knie des Fahrers nach unten führendes Lot auf die Achse der Pedale zeigen.

## Anforderungen an Fahrradrahmen

### Steifigkeit und Festigkeit
Bei der Annahme einer statischen Grundbeanspruchung ist ein durch das Gewicht des Fahrers belasteter Fahrradrahmen im Stillstand ein auf Biegung beanspruchtes Tragwerk mit den Auflagepunkten Hinterradachse und Gabelkopf.
Bei statischer Krafteinleitung werden Unterrohr und Kettenstreben auf Zug, das Oberrohr und die Sitzstreben auf Druck belastet.
Durch die Neigung des Steuerrohres erfolgt im Unterrohr eine Erhöhung der Zugkraft, im Oberrohr entsteht zusätzlich ein Biegemoment.
Durch die Neigung des Sattelrohres entsteht im Unterrohr eine Druckkomponente, die eine Verringerung der Zugkraft bewirkt, und im Oberrohr ein weiteres Biegemoment.
Zusätzliche Beanspruchungen beim Fahren:
1. Torsionskräfte durch die Tretbewegung
2. Biegemomente durch Bremsen
3. Biegemomente und Torsionsmomente durch Tretbewegung, Schrägfahrten und Lenkkräfte

Die Gewichtskraft des Fahrers wird durch den Rahmen vom Sattel aus über die beiden Laufräder auf den Boden übertragen. Bei unebener Fahrbahn addieren sich zum Gewicht Stoßkräfte, wodurch der Rahmen einer wechselnden Biegebeanspruchung unterworfen wird.
Insbesondere beim Fahren im Stehen zieht der Fahrer beim Tritt in die Pedalen wechselweise am Lenker. Dadurch verwindet (tordiert) sich der Rahmen ungefähr um die Längsachse des Fahrrads.
Ein Rahmen ist umso steifer, je weniger er sich unter den Kräften beim Gebrauch elastisch verformt. Das wird in erster Linie durch Verwendung von Rohren mit großem Flächenträgheitsmoment und Elastizitätsmodul erreicht. Das Flächenträgheitsmodul hängt von Material, Wandstärke und insbesondere Durchmesser der verwendeten Rohre bzw. Hohlprofile ab.
Aufgrund der Bestrebung, das Gewicht zu reduzieren, kommen bei Fahrradrahmen gelegentlich Ermüdungsbrüche vor. Bei Aluminiumrahmen treten diese häufig plötzlich auf, also ohne sich zuvor durch eine plastische Verformung anzukündigen. Gegenmaßnahmen sind die Wahl von Materialien mit hoher Wechselfestigkeit und sorgfältige Gestaltung und Fertigung der Verbindungsstellen der Rohre. Die Verbindungsstellen sind besonders gefährdet, da dort die Beanspruchung dort am größten ist und Schweiß- und Lötverbindungen das Material schwächen. Durch die dabei erfolgte Erwärmung kann sich die Ausgangsfestigkeit des Materials verringern.

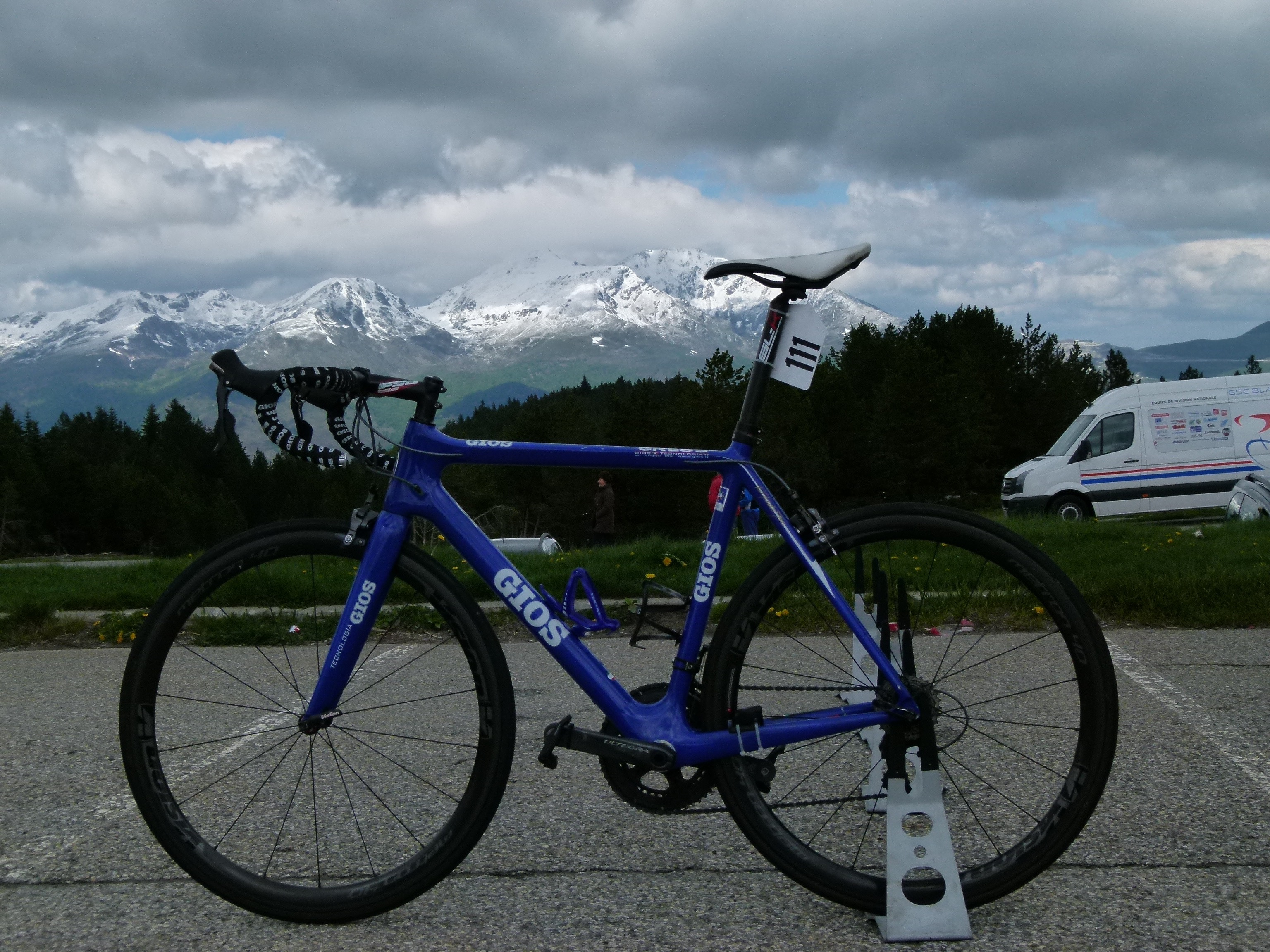
Modernes Rennrad mit Carbonrahmen. Auch Fahrradrahmen aus faserverstärktem Kunststoffen werden meist in der seit 1890 üblichen Bauform als Diamantrahmen ausgeführt.

## Werkstoffe für Fahrradrahmen
Der klassische Werkstoff für Fahrradrahmen ist Stahl. Die früher übliche Verbindung der Rohre durch Einstecken und Hartlöten in Muffen wird mehr und mehr durch stumpfes Zusammenfügen mit Schweißverbindung ersetzt. Konifizierte Rahmenrohre verdicken sich zum Ende hin, wodurch eine ausreichend feste Rohrverbindung hergestellt werden kann, während in der Rohrmitte zugleich Material eingespart werden kann. Bekannte Hersteller solcher Rahmenrohre sind Mannesmann, Reynolds (England), Columbus (Italien) und Tange (Taiwan).
Aufgrund des höheren Gewichts wurde Stahl in Industrieländern durch Aluminiumlegierungen als Standardmaterial abgelöst, bei Rennrädern schon ab den 1990er Jahren.
Die gegenüber Stahl geringere Steifigkeit, Elastizitätsmodul und Dauerschwingfestigkeit wird durch die Verwendung von Rohren mit größerem Außendurchmesser kompensiert.
Auch Aluminiumrohre werden konifiziert.
Kohlenstofffaserverstärkter Kunststoff (Carbon) ermöglicht den Bau besonders leichter Rahmen in aerodynamischer Form. Der Verbundwerkstoff hat sich bei Wettkämpfen und bei Rennrädern auch im ambitionierten Hobbysport etabliert. Aufgrund der aufwendigen Herstellung ist die Herstellung teurer als bei Stahl oder Aluminium.
Eine geringe Verbreitung hat Titan als Rahmenwerkstoff. Titan korrodiert praktisch nicht. Wegen der aufwendigen Herstellung und Verarbeitung von Titan sind Rahmen aus diesem Material sehr teuer. Titanrahmen sind bei gleicher Steifigkeit leichter als alle anderen Rahmen.
Das Zusammenfügen der Rahmenrohre hängt vom Werkstoff ab. Stahl wird vorwiegend gelötet oder geschweißt (mit oder ohne Muffen). Aluminium und Titan werden fast ausschließlich geschweißt und selten geklebt. Bei der Fertigung von Carbonrahmen werden Fasermatten mit Harzen zu einer durchgehenden Schale verklebt, die auch Monocoque genannt wird. Seltener werden Bambus- oder Kunststoffrohre in Muffen aus Aluminium oder auch Kunststoff geklebt. Selten finden sich auch Verbundkonstruktionen, etwa faserverstärkte Metallrahmen.

### Stahl
Im Rahmenbau werden üblicherweise Chrom-Molybdän-Legierungen verwendet, häufig 25CrMo4 (in den USA 4130) und selten 34CrMo4 (US 4135), das eine geringfügig höhere Festigkeit besitzt. Ebenfalls selten anzutreffen sind rostfreie Stähle. CrMo-Stahl ist ein zäher Vergütungsstahl, also ein Stahl, der sich vor einem Bruch zunächst verbiegt.
Stahl ist leicht zu verarbeiten. Er lässt sich problemlos löten und schweißen, auch Kleben ist möglich. Bei hochwertigen Fahrrädern wurden einfach oder mehrfach konifizierte (zu den Verbindungsstellen hin verdickt) oder spiralig verstärkte Rohre verwendet.
| Vorteile: - Hohe Festigkeit und Zähigkeit, geringe Kerbempfindlichkeit, hoher Elastizitätsmodul (geht linear in die Steifigkeit ein); dadurch können sehr schlanke Rahmen gefertigt werden - Hohe Dauerschwingfestigkeit; Rahmen sind kaum bruchgefährdet - Leicht zu verarbeiten - Ausreichend vorhandener günstiger Werkstoff - Kann weltweit vom Schlosser repariert werden - schlanke Stahlgabeln bieten einen guten Fahrkomfort, da sie federnd nachgeben; Stahl wirkt jedoch nicht vibrations- und schwingungsdämpfend | Nachteile: - um Rost zu verhindern ist meist ein Korrosionsschutz notwendig; Durchrostungen kommen bei den im Rahmenbau üblichen Stahlqualitäten jedoch kaum vor - Stahlrahmen fallen schwerer aus, da leichte Rohren mit geringer Wandstärke nicht schlagfest genug wären |

### Aluminium
| Bezeichnung | Eigenschaften                                                                                 |
| ----------- | --------------------------------------------------------------------------------------------- |
| 6000-Serie  | Aluminium-Magnesium-Silizium Legierung (Mg und Si um 1 %); Festigkeiten von 120 bis 400 N/mm² |
| 7000-Serie  | Aluminium-Zinklegierung (Zn 0,8 bis 12 %); Festigkeiten von 220 bis 600 N/mm²                 |
| 8000-Serie  | Zusammenfassend für andere Legierungselemente, z. B. Aluminium-Lithiumlegierungen             |

Aluminiumlegierungen werden oft im Rahmenbau verwendet. Häufig verwendete Legierungen tragen die Serienbezeichnungen 6xxx oder 7xxx. Eine 6xxx-Legierung enthält außer Aluminium vor allem Magnesium und Silizium, die 7005 Legierung vor allem Zink und Magnesium. Aluminium besitzt zwar nur etwa ein Drittel der spezifischen Steifigkeit (Elastizitätsmodul) von Stahl, aber auch nur ein Drittel seiner Dichte. Ein Aluminiumrohr benötigt ein größeres Flächenträgheitsmoment und damit einen größeren Durchmesser als ein Stahlrohr, um die gleiche Biege- und Torsionssteifigkeit zu erreichen.
Der Zusatz von Scandium kann die Zugfestigkeit des Materials um bis zu 20 % gegenüber einer herkömmlichen Aluminiumlegierung erhöhen, macht es aber auch gleichzeitig vergleichsweise spröde (erhöhte Ermüdungsbruchgefahr).
Aluminium bzw. Aluminiumlegierungen besitzen keine ausgeprägte Grenze für die Dauerschwingfestigkeit wie Stahl. Ermüdungsbrüche sind bei diesen Werkstoffen vergleichsweise schwer statistisch abzusichern (s. a. Wöhlerversuch).
Ein weiterer Nachteil des Aluminiums ist der im Vergleich zum Stahl aufwendigere und störungsanfälligere Schweißprozess, der zudem innere Spannungen erzeugt. Aluminiumrahmen werden nach dem Schweißen in der Regel spannungsarm geglüht.
| Vorteile: - leicht - durch Großserienproduktion in Asien billig - keine Rostbildung | Nachteile: - Ein Korrosionsschutz ist notwendig, um eine oxidative Verfärbung der Materialoberfläche zu verhindern. - schwieriger zu verarbeiten als Stahl - ermüdungsbruchgefährdet: Aluminium bricht meist, ohne dass sich dies zuvor durch ein Verbiegen des Materials ankündigen würde. - Aluminiumrahmen mit großen Rohrdurchmessern sind sehr steif; dies kann bei starkem Antritt ein Vorteil sein, verringert bei ungefederten Rädern aber den Fahrkomfort. |

Zur Reparatur eines Aluminiumrahmens muss der zum Rahmenmaterial passende Schweißwerkstoff ausgewählt werden. Wenn der Rahmen nach dem Schweißen nicht insgesamt spannungsarm geglüht wird, sollte er für rund eine Woche nicht belastet werden, damit sich Spannungsspitzen abbauen (Kaltauslagerung).

### Titan
Manche Titanlegierungen sind hochfest, einige liegen sogar knapp über den im Rahmenbau verwendeten Stählen. Infolge der fast nur halb so großen Dichte im Vergleich zu Stahl hat Titan das günstigere Festigkeit-Gewicht-Verhältnis, Stahl ist allerdings etwa zweimal so steif wie Titan. Das Konifizieren von Titanrohren ist zwar möglich, aber aufwendig und für Fahrräder nicht üblich. Das Endverstärken von Rohren wird aus Kostengründen sehr oft unterlassen. Ein großer Nachteil ist die schlechte Schweißbarkeit von Titan, da es ähnlich wie Aluminium eine Oxidschicht bildet. Dadurch steigt die Härte und Sprödheit in der Schweißnaht, was die Gefahr eines Dauerbruchs mit sich bringt. Somit muss der Rahmen in Edelgas- oder Vakuumkabinen geschweißt werden, was außerordentlich teuer ist.
| Vorteile: - sehr fest, dabei aber flexibel (niedriges Elastizitätsmodul) und schwingungsdämpfend - korrosionsbeständig - es lassen sich sehr leichte Rahmen fertigen | Nachteile: - teuer - schwierig zu verarbeiten - geringere Elastizität muss durch Konstruktion ausgeglichen werden |

### Carbon

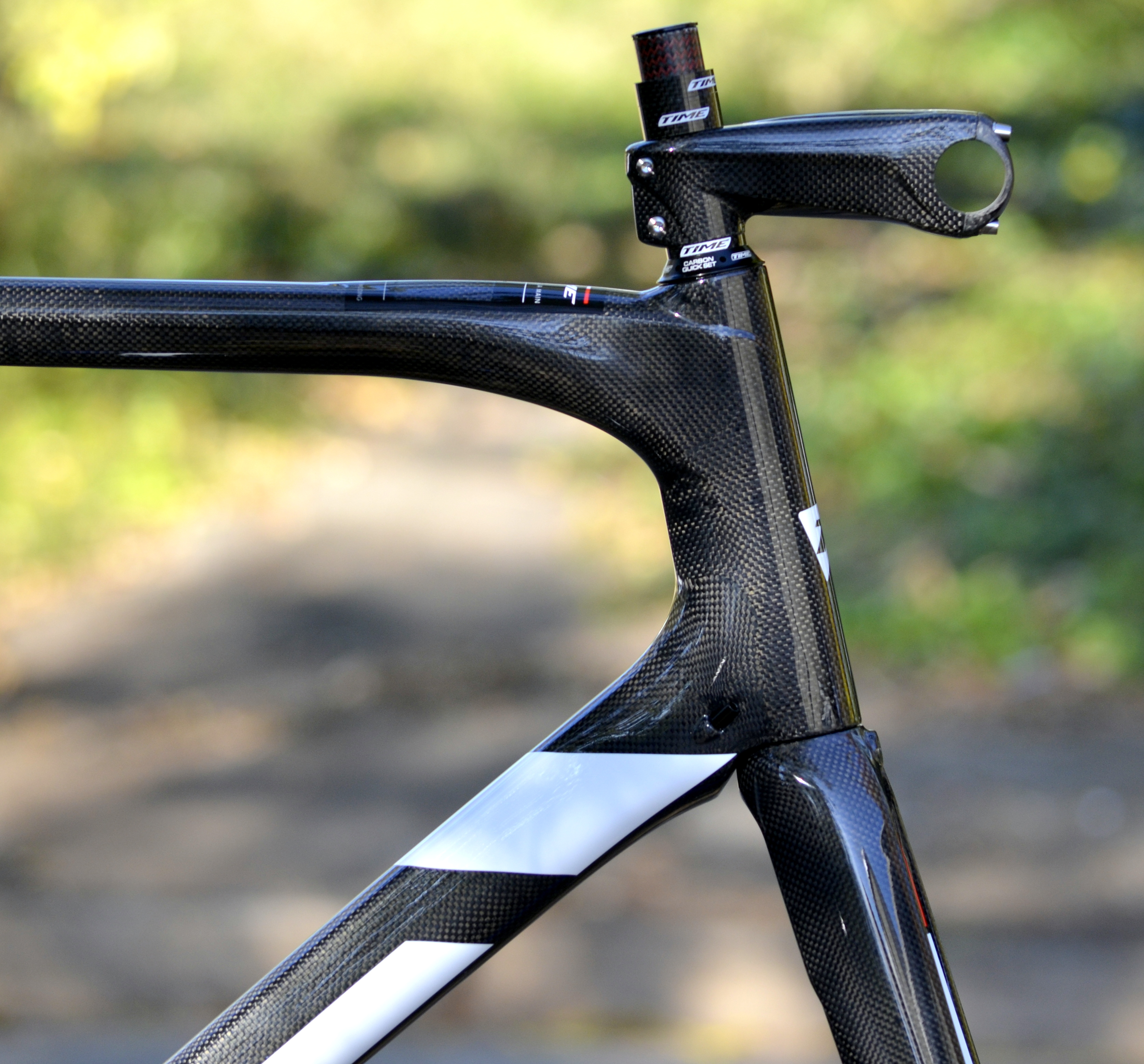
Detail eines nur mit Klarlack überzogenen Carbonrahmens. Gut zu sehen sind die unterschiedlichen Faserorientierungen.

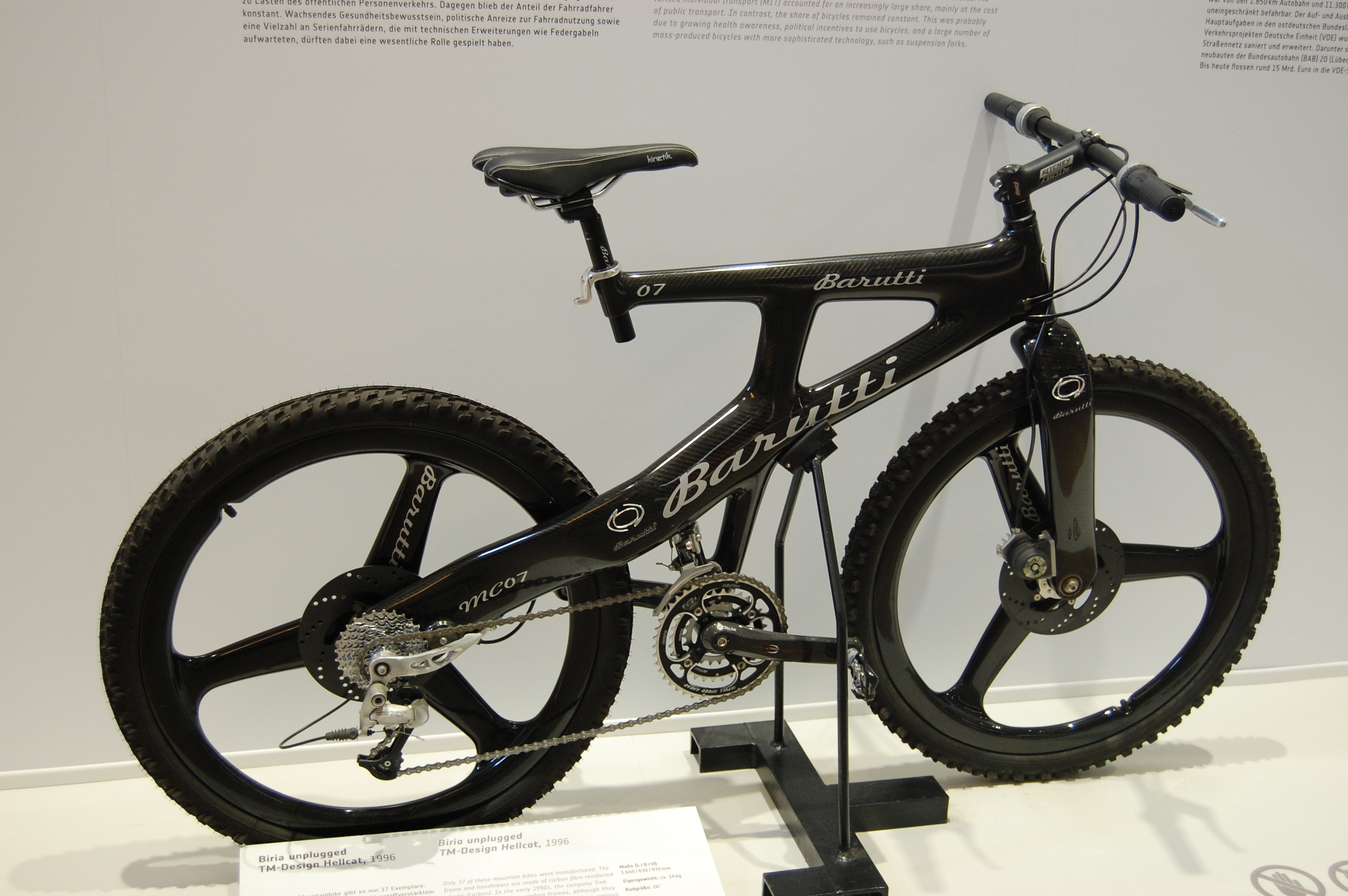
Beim Biria unplugged von 1996 erlaubte der Werkstoff CFK eine ungewöhnliche Rahmenform

Kohlenstofffaserverstärkter Kunststoff (Carbon) ist ein Verbundwerkstoff, bei dem Kohlenstofffasern in eine Kunststoffmatrix, meist Epoxidharz, eingebettet sind. Das Material weist eine in Faserrichtung besonders hohe gewichtsspezifische Steifigkeit und Festigkeit auf. Dies unterscheidet sie von Metallen, bei denen diese Größen isotrop, also in jede Richtung gleich sind.
Die ersten kommerziellen Carbonrahmen verwendeten in Aluminiummuffen verklebte Carbonrohre. Das Kestrel 4000 von 1986 war das erste Serienrad in Monocoque-Bauweise, welche heute Standard ist.
Zur Herstellung werden in der Regel Faserschichten in oder um eine Form gelegt und mit einer flüssigen Matrix gesättigt. Anschließend härten die Rahmen in einem Autoklav aus. Faserschichten sind als Gewebe und Geflechte sowie alternativ mit unidirektionalen oder als Vlies mit kurzen, ungerichteten Fasern verfügbar. Durch die Kombination von Schichten mit unterschiedlichen Faserorientierungen kann der Rahmen für die in die jeweiligen Richtungen wirkenden Belastungen optimiert werden und so besonders steif und leicht gebaut werden. Leichtgewichtige Serienprodukte erreichen Rahmengewichte unter 600 g. Der Herstellungsprozess ermöglicht auch aerodynamische Formen, welchen im modernen Rennraddesign häufig eine große Bedeutung zugemessen wird.
Da Carbon vergleichsweise empfindlich ist, werden für Gewinde und Lagerschalen häufig Einsätze aus Metall verwendet.
Durch die hohe Sprödigkeit kann Carbon bei Überlastung plötzlich und unerwartet Brechen. Manche Vorbeschädigungen, wie etwa eine Delamination auf der Innenseite des Rahmens, sind mit dem bloßen Auge nicht erkennbar. Reparaturen sind vergleichsweise aufwendig und teuer, sodass beschädigte Carbonteile in der Regel ausgetauscht werden müssen.
Die Leistungsfähigkeit von Carbonwerkstoffen ergibt sich aus der Verwendung langer, ununterbrochener Fasern. Da diese bei der Aushärtung untrennbar mit der Matrix verbunden werden, kann das Material nicht gleichwertig recycled werden, wie es bei Metallen möglich ist. Es gibt Ansätze, geschreddertes Carbonrezyklat für weniger anspruchsvolle Verwendungen zu nutzen.
| Vorteile - sehr fest, steif und leicht - Carbon ist schwingungsdämpfend; Gabeln, Lenker und Sattelstützen aus Carbon können einen hohen Fahrkomfort bieten - aerodynamische Formen möglich - korrosionsfrei | Nachteile - hoher Preis - Brüche kündigen sich nicht durch ein Verbiegen des Bauteils an - empfindlich etwa gegenüber Schweiß und Salzen, wenn die Oberfläche beschädigt wurde - schwer reparierbar |

### Metal Matrix Composite (MMC)
Bei Metallmatrix-Verbundwerkstoffen sind in eine Metallmatrix Fasern oder Partikel zur Verstärkung eingearbeitet. In den 1990er Jahren haben zwei Firmen Rahmen auf Aluminiumbasis vorgestellt: Specialized mit einem partikelverstärkten Rahmen (Aluminiumoxidpartikel, Duralcan) und Univega mit einem borfaserverstärkten Rahmen (Boralyn). Die Festigkeit des Aluminiums wird kaum verbessert, aber laut Herstellern die Steifigkeit um bis zu 30 %. Diese Rahmen sind inzwischen wieder vom Markt verschwunden.
| Vorteile (Herstellerangaben): - sehr steif | Nachteile: - noch schwieriger zu schweißen als Aluminium - sonstige, siehe Aluminium |

### Bambus

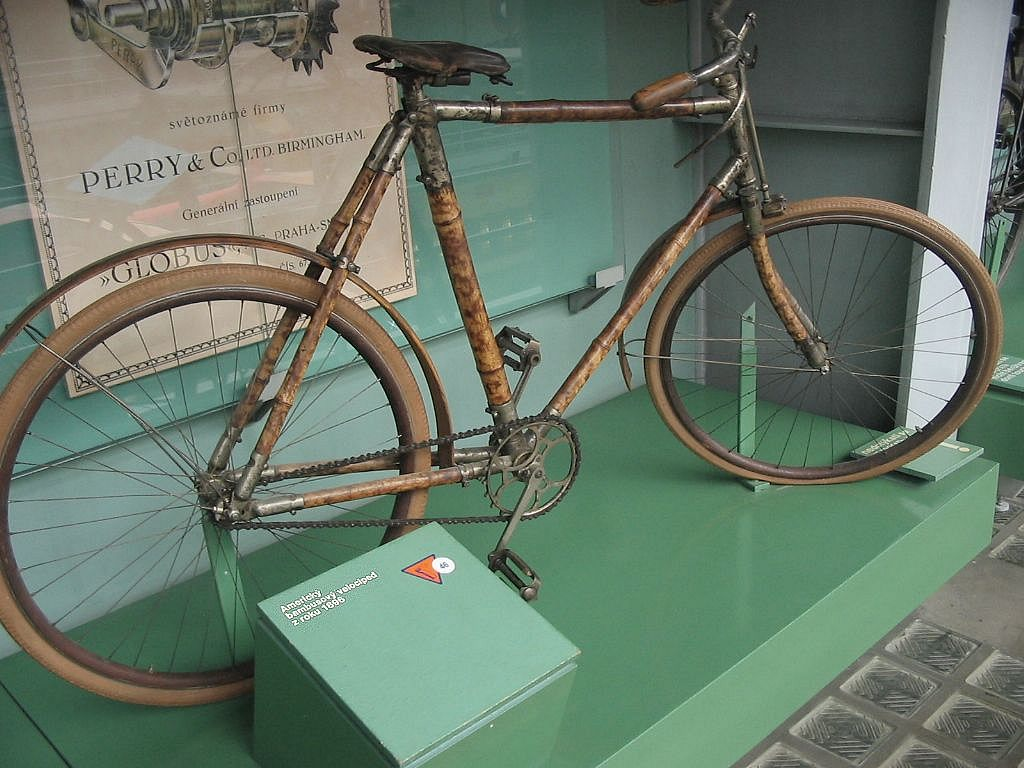
Altes Bambusfahrrad (USA, 1896). Die Rohrverbindungen sind aus Metall. Heute werden auch Faserverbundwerkstoffe verwendet. (Quelle: Technisches Museum Prag)

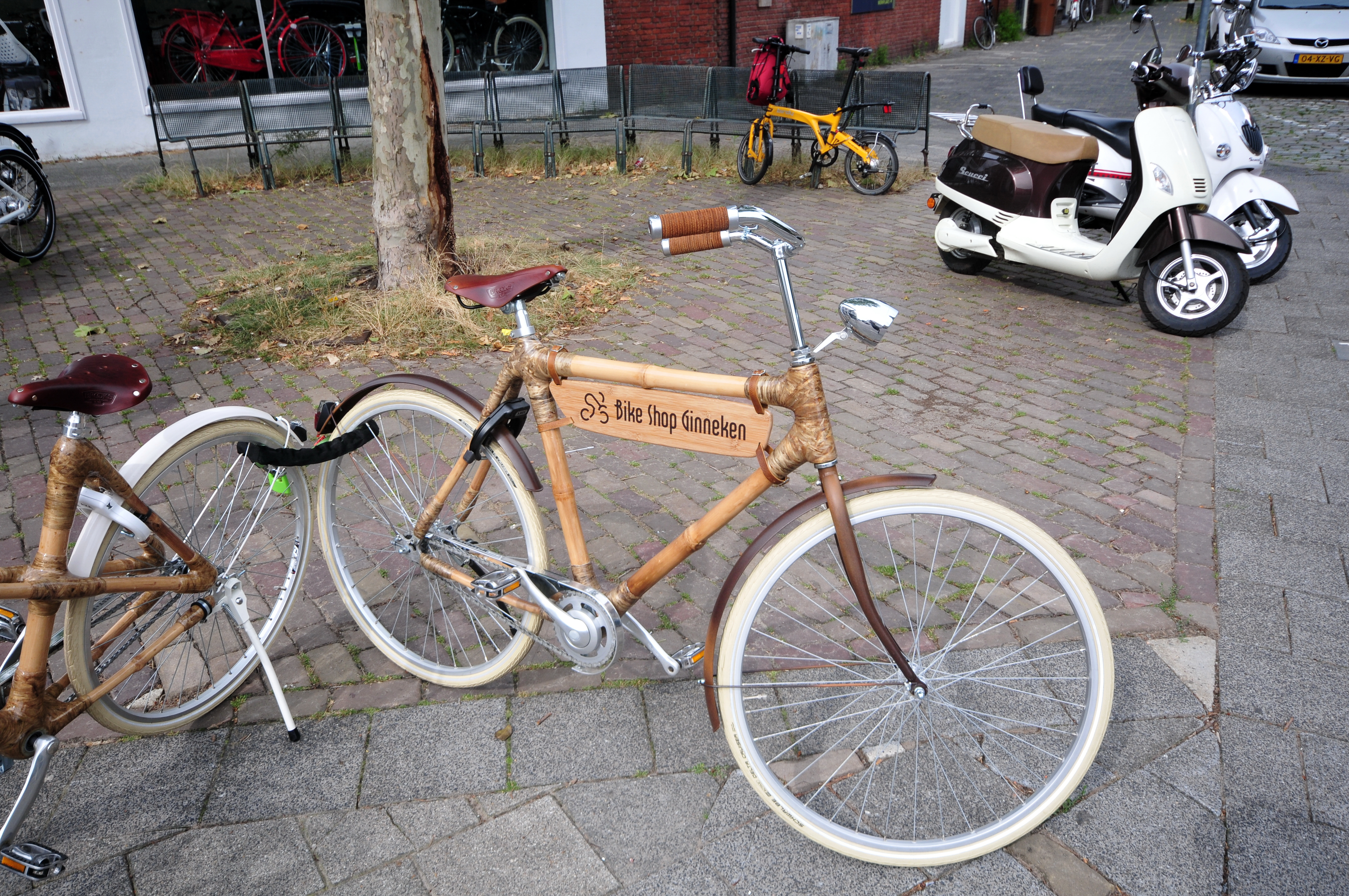
Modernes Fahrrad mit Rahmenrohren aus Bambus

Räder mit Rahmenrohren aus Bambus (meist Bambuseae) kamen im Fin de Siècle in Mode.
Die Herstellung einer haltbaren Verbindung zwischen den Bambusrohren ist relativ aufwendig. Während die Herstellungsverfahren für Stahlrohre und -rahmen effizienter wurden, ebbte der Trend einige Jahre nach der Jahrhundertwende wieder ab und auch große Hersteller wie Grundner & Lemisch gaben die Produktion auf. Heute werden wieder Fahrradrahmen in kleinen Stückzahlen aus Bambus gefertigt. Bambus besitzt eine spezifische Steifigkeit (Elastizitätsmodul), die etwa einem Zehntel von Stahl entspricht, aber auch nur ca. ein Zehntel seiner Dichte aufweist (abhängig vom verwendeten Gras). Bei der statischen Materialfestigkeit steht Bambus Aluminium und Stahl etwas nach. Um einen Rahmen aus Bambus mit gleicher Biege- und Torsionssteifigkeit wie aus Stahl zu erhalten, ist ein Rohrdurchmesser notwendig, der mit einem Aluminiumrahmen vergleichbar ist. Der Materialquerschnitt variiert, bedingt durch die unterschiedlichen Rohrstärken von Bambus.
Ermüdungsbrüche sind bei Bambus bisher nicht bekannt, jedoch handelt es sich um ein organisches Material, das schimmeln kann. Bambus bricht nicht, sondern splittert bei zu hoher Belastung. Bambus ist brennbar.
Die Verbindungen von Bambusrahmen werden meist mit mehreren Faserschichten und Epoxidharz hergestellt.
| Vorteile: - bei Defekten relativ leicht zu reparieren - kein Korrosionsschutz notwendig | Nachteile: - aufwendige und schwierige Verarbeitung (reine Handarbeit) - noch keine Langzeiterfahrungen vorhanden - organischer Werkstoff, nicht homogen - feuchtigkeitsempfindlich |

## Fertigung
Fahrradrahmen aus Metall werden heute überwiegend im WIG-Verfahren (von Hand) geschweißt.
Europäische und nordamerikanische Fahrradhersteller lassen spätestens seit dem Jahr 2000 ihre Fahrradrahmen größtenteils in Taiwan herstellen, um die Produktionskosten niedrig zu halten. Nur wenige Hersteller fertigen die Rahmen noch in ihren eigenen Werken in Europa oder Nordamerika, wie z. B. De Rosa. Die taiwanischen Hersteller ihrerseits lagern die Produktion auch schon in Billiglohnländer wie der Volksrepublik China, Laos oder Vietnam aus.

## Kennzeichnung
Fahrradrahmen werden üblicherweise vom Hersteller mit einer eindeutigen Rahmennummer versehen, die eine Identifizierung des Fahrrades, z. B. nach einem Diebstahl, ermöglicht.